# Tais (cortesana)

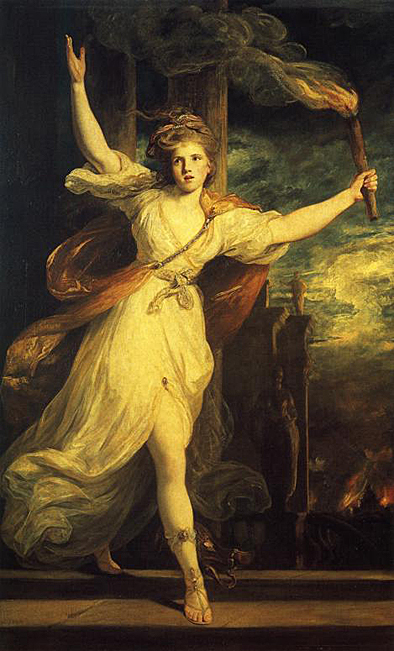
Tais portando una antorcha.

Tais (en griego Θαΐς) era una hetera o cortesana ateniense (no confundirla con la cortesana egipcia) que acompañó a Alejandro Magno hacia la segunda mitad del siglo IV a. C..

## En Atenas
Se desconoce tanto la fecha de su nacimiento como la de su muerte; sólo es conocida por ciertos relatos en los que aparece y por algunas inscripciones. Vivió los primeros años de su vida en la ciudad griega de Atenas y dio nombre a una comedia de Alexis con el que tuvo algún tipo de relación.

## Tais surge en la Historia
Tais se unió a la campaña que estaba realizando Alejandro contra el Imperio persa entre los años 334 a. C. y 330 a. C. con Ptolomeo como cliente, al que acompañó por toda Asia. Tais se hace famosa al ser una de las protagonistas del incendio de Persépolis; por lo menos en uno de los dos relatos que nos han llegado sobre este suceso.
Según Clitarco, durante el banquete celebrado por Alejandro Magno en Persépolis en junio del año 330 a. C., cuando este estaba ya muy avanzado –por lo que la mayoría de los invitados y el propio Alejandro estaban ya borrachos–, Tais hizo un discurso en el que desafiaba a Alejandro a divertirse con ella y a castigar a los persas por el saqueo de Atenas quemando la sala de las cien columnas de Jerjes I. Alejandro se levantó y fue junto a Tais hasta la terraza desde donde los dos lanzaron una antorcha a la sala de Jerjes que se consumió junto a la mayor parte del palacio. Suceso del que se arrepentiría el propio Alejandro poco después, cuando ya no era el vengador de Grecia, sino el rey del Imperio persa. En la otra versión de los hechos, que tiene cierto crédito entre algunos historiadores y que es narrada por Ptolomeo, Tais no aparece, lo cual es bastante sospechoso.
A la muerte del conquistador, siguió siendo la amante de Ptolomeo con el que tuvo tres hijos.

## Tais en la literatura

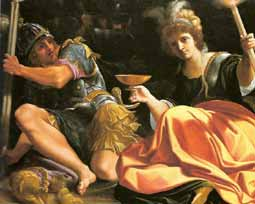
Alejandro Magno y Tais, por Ludovico Carracci, 1611.

Tais se hizo famosa en Roma, por lo que su fama llegó a la Italia medieval: en La Divina Comedia, Dante Alighieri, vinculándola a otra Tais, personaje de esclava fiel de la obra Eunuco, de Terencio, la muestra castigada en el octavo círculo del infierno.
También aparece en el libro de autor ruso Yefrémov Таис Афинская (Tais de Atenas), en la que se describen las conquistas de Alejandro Magno y sus generales desde otra perspectiva.
Es mencionada en el juego de redondillas de Sor Juana Inés de la Cruz Hombres necios que acusáis:

Queréis con presunción necia
hallar a la que buscáis,
para pretendida, Thais,
y en la posesión, Lucrecia.

A Tais hace igualmente referencia Lope de Vega en La serrana de Tormes:

De Thays, hermosa y franca,
Corinto esté vitoriosa,
que de ti, Narcisa hermosa,
se preciará Salamanca.